# Maiswürzsauce

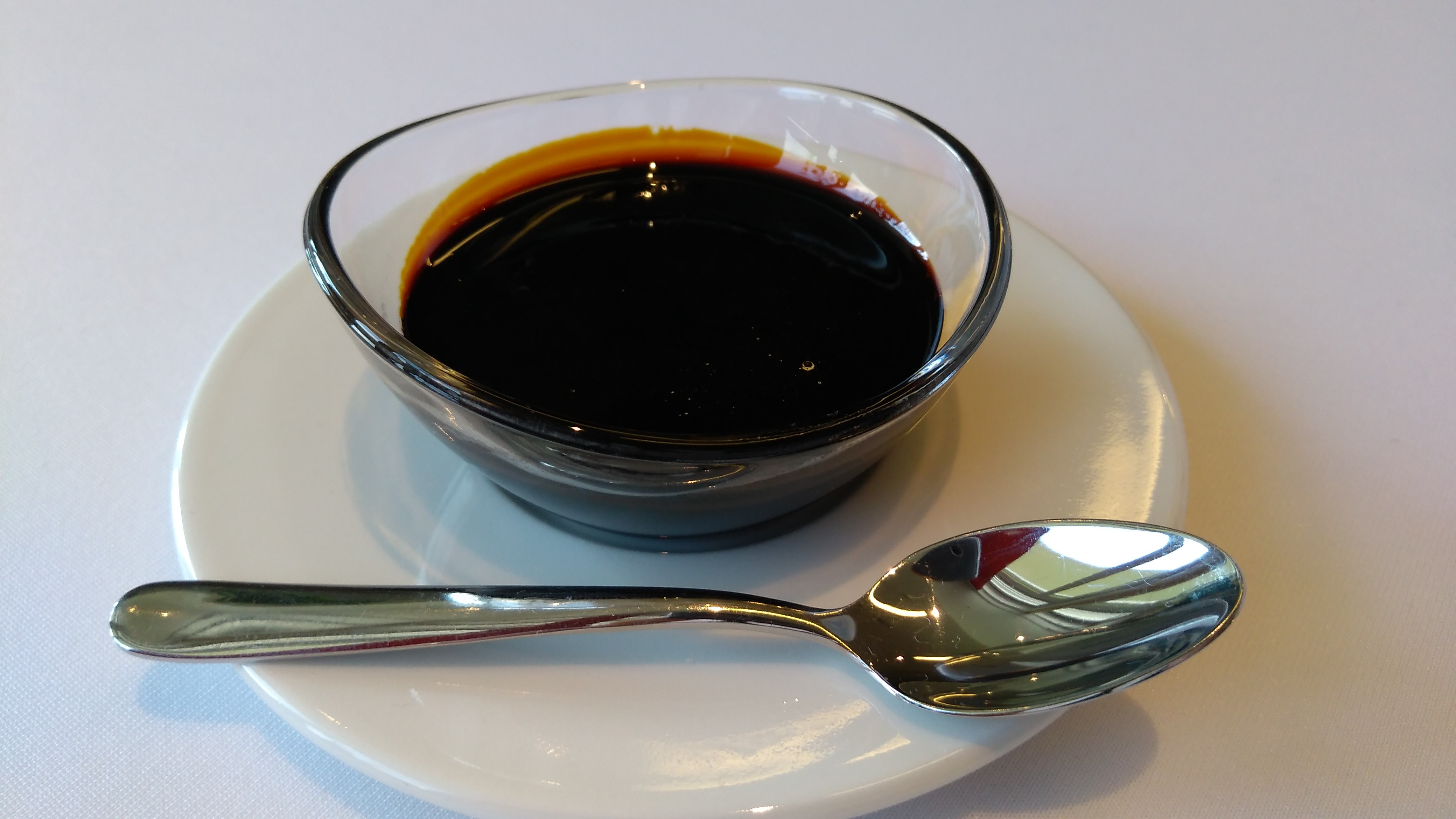
Dunkle Maiswürzsauce

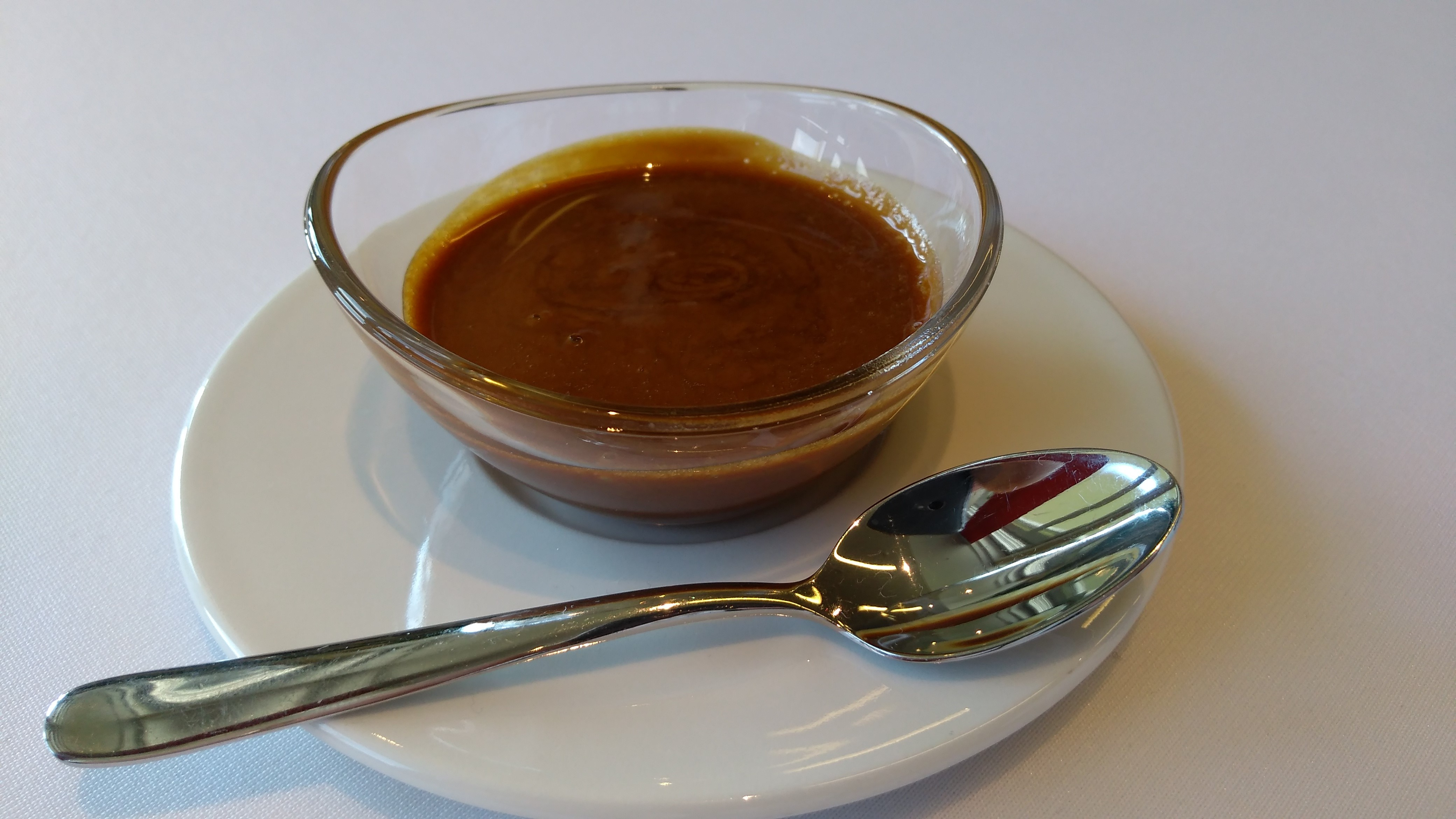
Helle Maiswürzsauce

Maiswürzsauce oder Maissauce, auch fermentierte Mais(würz)sauce, wird durch Fermentation von Maisstärke als wichtigstem Ausgangsstoff hergestellt, wodurch auf natürliche Weise ein runder, würziger Geschmack entsteht. Sie wird als Würzsauce und Lebensmittelzutat, sowohl als Paste als auch in Pulverform, verwendet. Mais(würz)saucen werden, ähnlich wie Sojasaucen, angewandt, um verschiedenen Produkten und Gerichten (z. B. Suppen, Brühen, Saucen usw.) einen herzhaften Geschmack zu verleihen.

## Geschmack und Verwendung

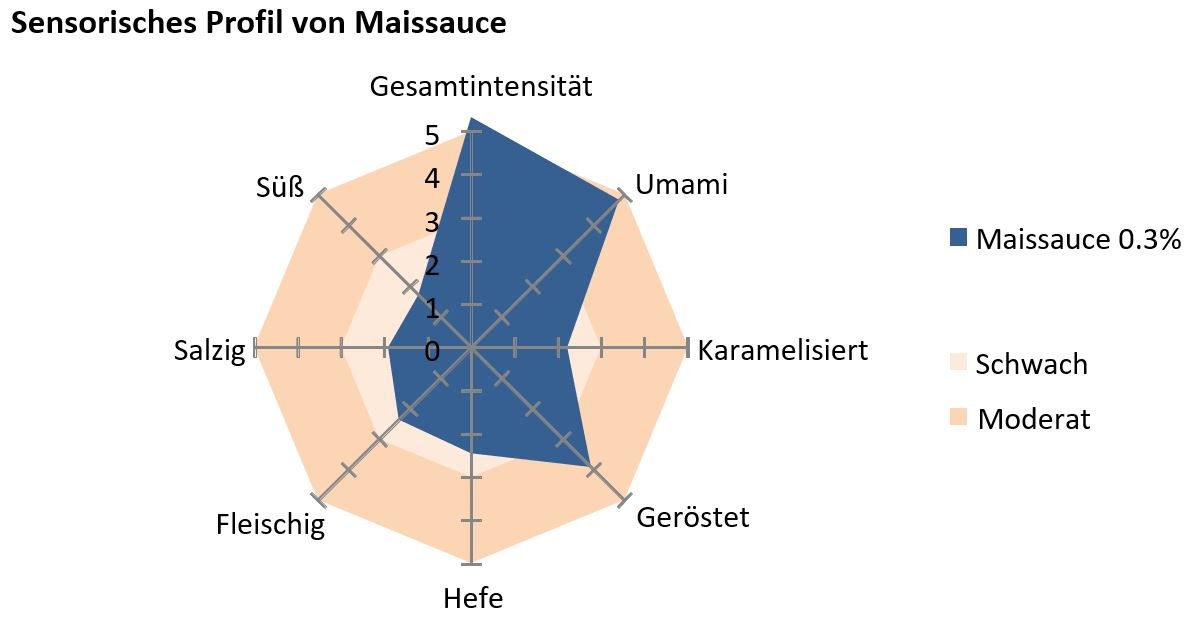
Sensorisches Resultat einer Analyse mit trainiertem Panel

Mais(würz)saucen bestehen aus einer Mischung aus freien und gebundenen Aminosäuren, organischen Säuren und deren Salzen, Maillard-Produkten und Mineralstoffen. Sensorisch lassen sich Maissaucen mit einem charakteristisch herzhaften Geschmack beschreiben, der genauer als „xian“ (鲜 chinesisch), umami (うま味 japanisch), karamellisiert, geröstet, leicht hefig, fleischig, salzig und süß beschrieben werden kann. Der Geschmack von Mais(würz)saucen wurde umfangreichen Untersuchungen unterzogen, die zeigten, dass die Komplexität des Geschmacks von der Zusammensetzung aus Salz und Fermentationsmetaboliten wie Aminosäuren, Essigsäure, Ribonukleotiden, kurzen Peptiden und Kohlenhydraten stammt. Außerdem wurden Glutamyl-Dipeptide als eine Klasse geschmackgebender Stoffe (kokumi) identifiziert. Aufgrund seines charakteristischen Geschmacks kann Mais(würz)sauce als Würzsauce verwendet werden. Ähnlich wie Hefeextrakt, Sojasauce oder hydrolysiertes Pflanzenprotein (auch Speisewürze genannt) rundet sie den Geschmack und das Aroma ab.

## Herstellungsprozess

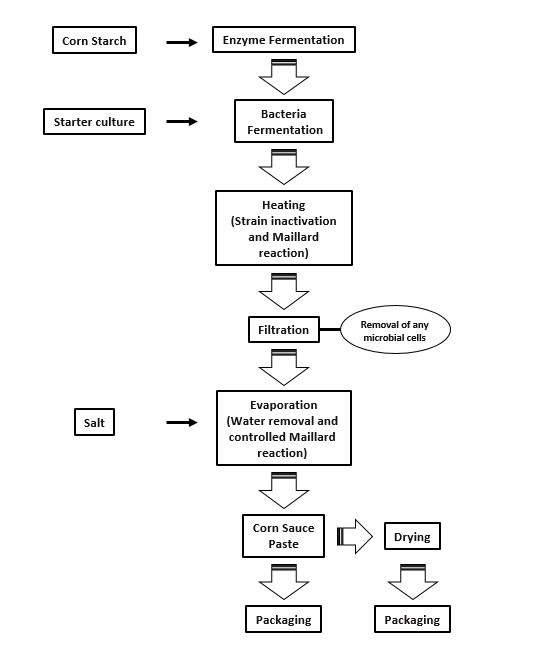
Produktionsschritte der Maiswürzsauce (englisch)

Ähnlich wie bei der Herstellung von Sojasauce wird Mais(würz)sauce durch Fermentation gewonnen, was in einigen Teilen der Welt als „Brauen“ bezeichnet wird. Zur Fermentation werden Corynebakterien verwendet. Die Fermentationsparameter werden auf optimale Zeit, Temperatur und pH-Wert eingestellt. Nach der Fermentation wird die Brühe einem Kochschritt unterzogen, um die Mikroorganismen abzutöten und eine kontrollierte Maillard-Reaktion auszulösen. Als nächster Schritt folgt eine Filtration, um die Zellmasse zu entfernen. Die filtrierte Brühe wird aufkonzentriert, um eine Paste zu erzeugen und um weitere Maillard-Produkte herzustellen. Während des Verdampfens wird Salz zugesetzt, um die mikrobiologische Stabilität zu verbessern. Zur Herstellung eines Pulvers wird ein zusätzlicher Trocknungsschritt durchgeführt.

## Zusammensetzung
Maissauce enthält eine spezifische Mischung verschiedener Komponenten, unter anderem Fermentationsmetabolite, wie Aminosäuren, organische Säuren und Mineralstoffe sowie deren Salze. Aroma- und Farbstoffe werden durch die Maillard-Reaktion während des Fermentations- und Kochprozesses erzeugt. Es wurde festgestellt, dass Glutaminsäure die dominierende Aminosäure ist, gefolgt von Alanin und Prolin als zweithäufigste Aminosäuren. Außerdem wurden andere Metaboliten, wie Ribonukleotide, Zucker, organische Säuren und γ-Glutamyl-Dipeptide, gefunden, von denen bekannt ist, dass sie geschmacksmodulierende Eigenschaften haben. Kochsalz (NaCl) wird zugesetzt, um Geschmack zu verleihen und eine lagerstabile Paste oder ein Pulver zu erhalten.

## Kennzeichnung
Bei Verwendung in Lebensmitteln sollte es als „Mais(würz)sauce“ oder „fermentierte Mais(würz)sauce“ gekennzeichnet werden, wobei die verwendeten Zutaten (Maisstärke, Wasser und Salz) unmittelbar danach in Klammern angegeben werden sollen.

## Sicherheit
Die Fermentation von Lebensmitteln mit Corynebacterien spp. ist weit verbreitet in vielen Teilen der Welt. Die weltweite Verwendung dieser Mikroorganismen bei Lebensmittelfermentationen bestätigt die sichere Verwendung und Akzeptanz für die Lebensmittelproduktion. Die Frage einer möglichen Toxizität wurde in mehreren toxikologischen Studien ohne Sicherheitsbedenken bewertet.